# Nicholas Kaiser
Nicholas Kaiser (15 de setembro de 1954 – 13 de junho de 2023) foi um astrônomo britânico. Trabalha principalmente com lente gravitacional, foi professor da Universidade do Havaí.
Recebeu a Medalha de Ouro da Royal Astronomical Society de 2017, juntamente com Michele Dougherty.